# ALZip
ALZip (koreanisch: 알집) ist ein proprietäres Packprogramm und Datenkompressionswerkzeug von dem südkoreanischen Software-Hersteller ESTsoft für Microsoft Windows.
Es ist hauptsächlich in Korea und Japan verbreitet.
Es ist in der Programmiersprache Delphi geschrieben und wurde lange Zeit bis auf die kostenlose koreanischsprachige Version als kostenpflichtige Shareware vertrieben. Im August 2012 veröffentlichte der Hersteller auf der Webseite altools.com einen universellen Freischaltcode, so dass das Programm nunmehr wieder kostenlos erhältlich ist.

## Formate
Das proprietäre, erweiterbare Standarddateiformat bietet Unterstützung für Unicode, das moderne Kompressionsverfahren LZMA, starke Verschlüsselung mit AES und progressive Kompression („solid“). Die vorgesehene Dateinamenserweiterung ist .egg.
Das frühere Standardformat orientierte sich eng am ZIP-Dateiformat, hob dessen Größenbeschränkung praktisch auf und erlaubte die Verwendung der Kompressionsverfahren Deflate und bzip2. Die vorgesehene Dateinamenserweiterung ist .alz, die Magic Number, mit der die Dateien beginnt, ist ALZ\001. Die Struktur dieses proprietären Formates wurde erst durch Reverse Engineering offengelegt und der Hersteller bietet auch keine Entpacker-Programmbibliotheken an. Die Dateien können unter Linux von dem Archivverwaltungswerkzeug File Roller der Arbeitsumgebung GNOME gelesen werden.
Die aktuelle Version 8.51 liest 40 Kompressionsformate und kann in 8 Formate speichern.
Daneben bietet das Programm die Verschlüsselung von Archivdateien mittels zip-2.0, AES-128 oder AES-256 an und kann gesplittete Archive erstellen. Diese Funktionen sind u. a. kompatibel mit Winzip (bei Verwendung des zip-Formats).

## Geschichte
Ursprünglich wurde ALZip 1999 bei ESTsoft aus Frustration der Mitarbeiter beim Umgang mit der englischsprachigen Benutzeroberfläche von WinZip entwickelt.
Die koreanische Oberfläche wurde sehr gut aufgenommen und die Anwendung später im selben Jahr veröffentlicht.
Sie wurde in Korea innerhalb von knapp einem Jahr zur populärsten Pack- und Datenkompressionsanwendung sowie bis Dezember 2001 zur meistheruntergeladenen Software.
2002 wurde erstmals eine englischsprachige Version veröffentlicht; Unterstützung für über 20 weitere Sprachen folgte. 2004 wurde in Südkorea ein Marktanteil von 70 % erreicht.
ALZip wurde zunächst zur kostenlosen Nutzung für jedermann als Freeware veröffentlicht. Ab Oktober 2001 deckte die kostenlose Nutzungslizenz nur noch den privaten Gebrauch ab und die Software wurde für den Einsatz in Regierungen ab sofort kostenpflichtig, ebenso wie für den – ab April 2002 vorgesehenen – kommerziellen Einsatz.
Mit der 2007 erschienenen Version 7 wurde das Lizenzmodell von Freeware auf Adware umgestellt. Die Software lud nun zur Laufzeit Werbebanner aus dem Internet nach und zeigte sie in der Benutzeroberfläche an. Ab dem 1. Dezember 2008 waren alle Versionen bis auf die koreanischsprachige nur noch kostenpflichtig als Shareware erhältlich. Seit August 2012 wird das Programm weltweit wieder kostenfrei zur Verfügung gestellt.
Bis zur 2001 erschienenen Version 4.9 wurde standardmäßig nach dem bzip2-Verfahren komprimiert; nach Aufdeckung dieser Tatsache wurde ab Version 5 nur noch der weniger effiziente Deflate-Algorithmus eingesetzt. 2003 führte die Geheimhaltung der Dateiformatstruktur und der Ausschluss von Drittentwicklern von der Nutzung des Formates zu Kontroversen.
Die Struktur der ALZ-Dateien wurde durch Reverse Engineering erschlossen und am 22. Oktober 2004 erstmals ein nachkonstruiertes Entpackprogramm für das ALZ-Format unter der freien zlib-Lizenz veröffentlicht. In der Folge implementierten auch verschiedene konkurrierende Anwendungen Leseunterstützung für das Format.
Mit Version 8 wurde 2010 abermals ein neues Dateiformat (EGG) eingeführt, das nun in Voreinstellung verwendet wird und nun auch vom Hersteller offen dokumentiert ist.